# Koekoeksvaart
De Koekoeksvaart of Nieuwe Keizersgracht is een watergang in de Nederlandse stad Utrecht, lopend van de Biltsche Grift in het oosten naar het Zwarte Water in het westen. Het water is vernoemd naar de 17e-eeuwse boerderij "De Koekoek".
Oorspronkelijk was de Koekoeksvaart een arm van de Oude Vecht. De bebouwing stamt uit de jaren 1910-20, evenals de naam "Nieuwe Keizersgracht", welke ook een deel van het Zwarte Water omvat. De straat werd  vernoemd naar de gelijknamige straat in Amsterdam, om de nieuwbouw enige allure te geven.
Het deel van de gracht dat samenvalt met de gelijknamige straat is in de jaren 1964 tot 1974 gedempt, gelijktijdig met het oostelijk deel van het Zwarte Water.